# Richard Bellamy
Richard Bellamy (Cincinnati, 3 dicembre 1927 – New York, 29 marzo 1998) è stato un gallerista e mercante d'arte statunitense.

## Biografia
Tra il 1960 ed il 1965 diresse la "Green Gallery" dove furono esposte le opere di molti artisti avanguardisti che diverranno famosi negli anni successivi.